# Max Adamo
Max Adamo (* 3. November 1837 in München; † 31. Dezember 1901 ebenda) war ein deutscher Historienmaler und Illustrator.

## Leben

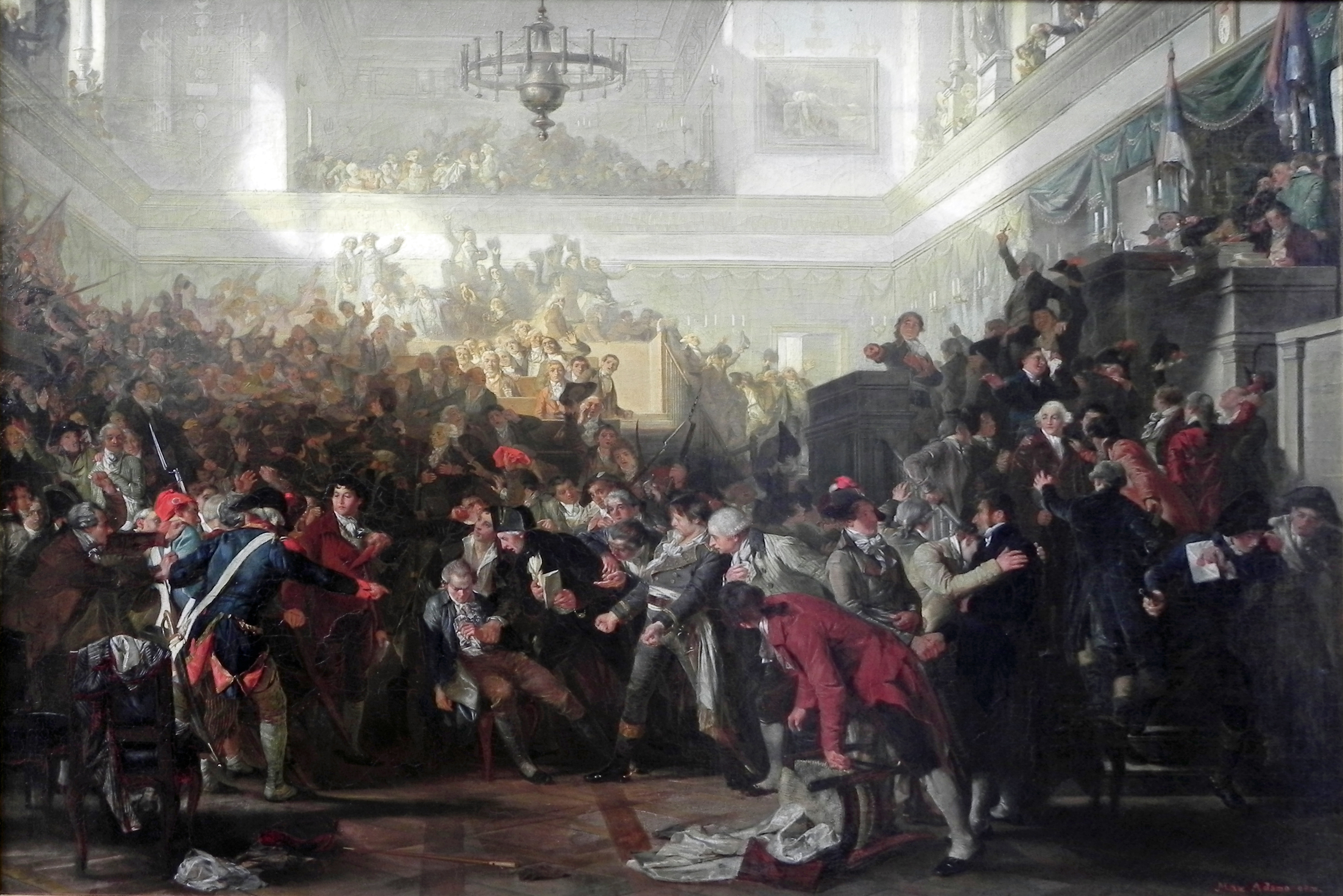
Der Sturz Robespierres im Nationalkonvent am 27. Juli 1794 - Alte Nationalgalerie, Berlin

Adamo war ein Sohn des Ministerialarchivars Max Joseph Adamo. Der Genremaler Albert Adamo war sein Bruder. Nachdem Adamo seine Schulzeit auf einem Münchener Gymnasium beendet hatte, wurde er als Student an der Kunstakademie seiner Heimatstadt angenommen.
Anfangs war er Schüler von Hermann Anschütz und Philipp von Foltz, unter dessen Regie im Germanischen Nationalmuseum das Fresko Die Blütezeit Nürnbergs und Regensburgs entstand. Später wurde Adamo Schüler von Karl Theodor von Piloty und während dieser Zeit entstanden einige von Adamos wichtigsten Bildern.
Tätig war Adamo unter anderem als Historien- und Genremaler sowie als Illustrator; als Fachlehrer (Zeichnungslehrer) unterrichtete er an der Realschule in Kaiserslautern und am Wilhelmsgymnasium in München. Er war Mitglied der Münchner Künstler-Genossenschaft (MKG). Zu seinen Privatschülern gehörte unter anderem Max von Schmaedel (1856–1939).

## Werke (Auswahl)
- Herzog Alba im Rat zu Brüssel
- Sturz Robespierres im Nationalkonvent. 1870.
- Oraniens letzte Unterredung mit Egmont
- Karl I. und Cromwell bei der Begegnung mit dem Parlamentsheer zu Childerley
- Auflösung des Langen Parlaments durch Cromwell
- Der Adept im Laboratorium
- Gestörte Gelehrsamkeit
- Der Waffenschmied
- Karl IX., König von Frankreich (1550–1574), Zeichnung; Geschenk des Kunstmalers Ernst Reinhard Zimmermann (1881–1939) an Karl Grün, Kaufmann, beide München; 2005 aus der Sammlung des Generalinspekteurs der Artillerie, Otto Grün, in Münchner Privatbesitz